# West Covina
West Covina, fundada en 1923, es una ciudad del condado de Los Ángeles en el estado estadounidense de California. En el año 2008 tenía una población de 112.666 habitantes y una densidad poblacional de 2,701.82 personas por km², ocupando el puesto 49 entre las más grandes de California.

## Geografía
West Covina se encuentra ubicada en las coordenadas 34°3′24″N 117°55′7″O / 34.05667, -117.91861. Según la Oficina del Censo, la ciudad tiene un área total de 41,7 km² (16,1 mi²), de la cual 41,7 km² (16,1 mi²) es tierra y 0 km² (0 mi²) (0.0%) es agua.

## Historia
Fue declarada independiente en 1923, habiendo formado parte hasta entonces de la ciudad de Covina, y separándose al construir una planta de tratamiento de aguas residuales. Durante la década de los 50 fue la ciudad que más rápidamente creció de todo Estados Unidos, con un desarrollo suburbano reemplazando áreas hasta ese momento dedicadas a la agricultura.
En la actualidad, sigue siendo la ciudad con más rápido crecimiento del valle.

## Demografía
Según el censo del 2000, tiene 105.080 habitantes, 31.411 viviendas y 25.254 familias residiendo en la ciudad. La densidad de población es de 768,3 habitantes/km². En cuanto a los perfiles raciales, el 43,86% de la población es de raza blanca, el 22,7% de raza asiática (principalmente filipinos), el 6,37% afroamericanos, y el resto, de diversas etnias.
Según la Oficina del Censo en 2000 los ingresos medios por hogar en la localidad eran de $53,002, y los ingresos medios por familia eran $57,614. Los hombres tenían unos ingresos medios de $38,160 frente a los $31,138 para las mujeres. La renta per cápita para la localidad era de $19,342. Alrededor del 9.0% de la población estaban por debajo del umbral de pobreza.

## Personajes famosos
- Carlos Fisher, lanzador de béisbol
- Tim Reyes, surfista profesional
- Tim Robbins, actor
- Antoine Wright, jugador de baloncesto

## Ciudades hermanadas
West Covina mantiene un hermanamiento de ciudades con:
- Fengtai (Beijing), China
- Ōtawara, Tochigi, Japón.